# Seaverinia
Seaverinia is een monotypisch geslacht van schimmels uit de familie Sclerotiniaceae. Het bevat alleen Seaverinia geranii.